# Otto Richter (Genossenschaftler)

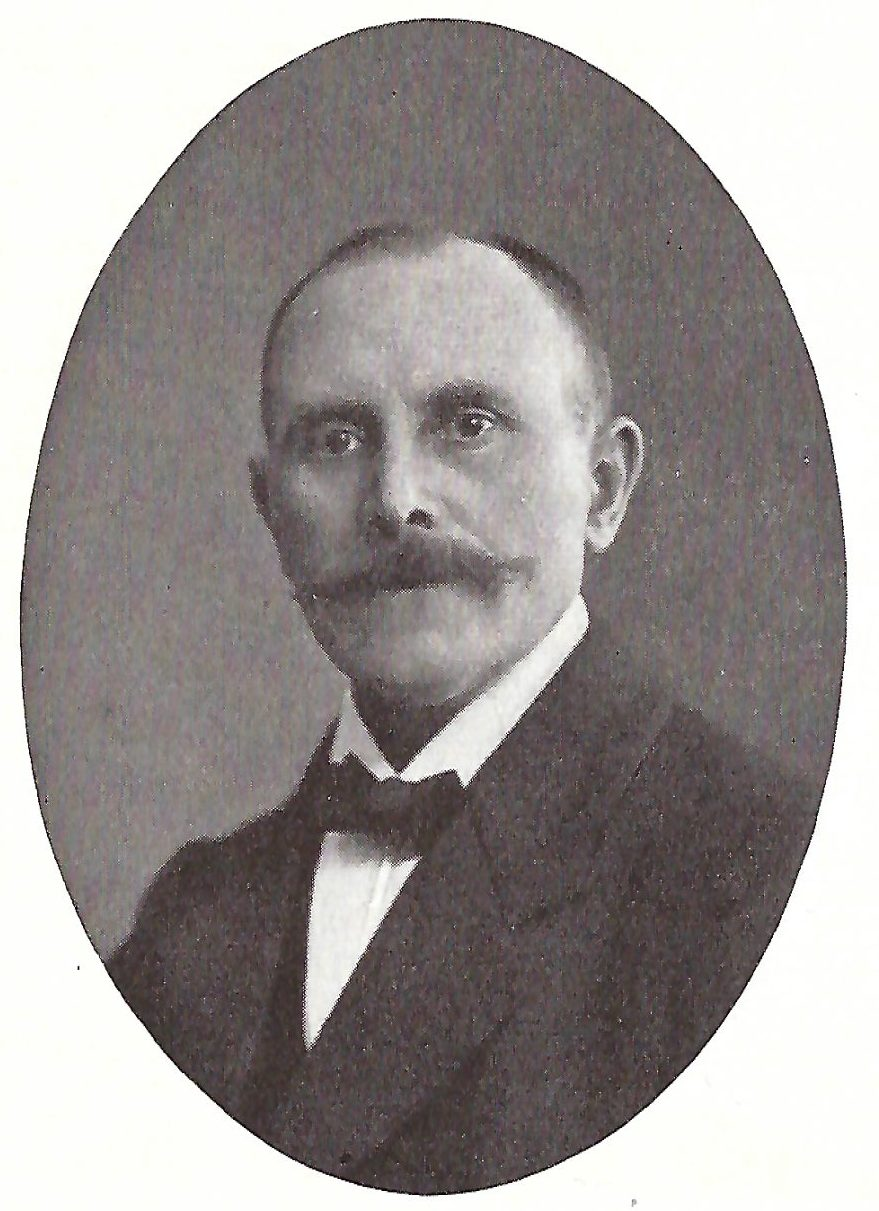
Otto Richter

Karl Friedrich Wilhelm Otto Richter (* 30. November 1872 in Querfurt; † 8. April 1927 in Magdeburg) war ein deutscher SPD-Politiker, Mitbegründer der Magdeburger Baugenossenschaftsbewegung und Vorstandsvorsitzender des Neustädter Konsumvereins.

## Leben
Richter lernte in der Magdeburger Baufirma Härtel von 1887 bis 1890 Maurer. Zugleich besuchte er die Kunstgewerbe- und Handwerkerschule Magdeburg.
1900 gehörte er zu den Mitbegründern des Magdeburger Mieter-, Bau- und Sparvereins, einer Wohnungsbaugenossenschaft, deren Vorsitzender er wurde und bis 1922 blieb.

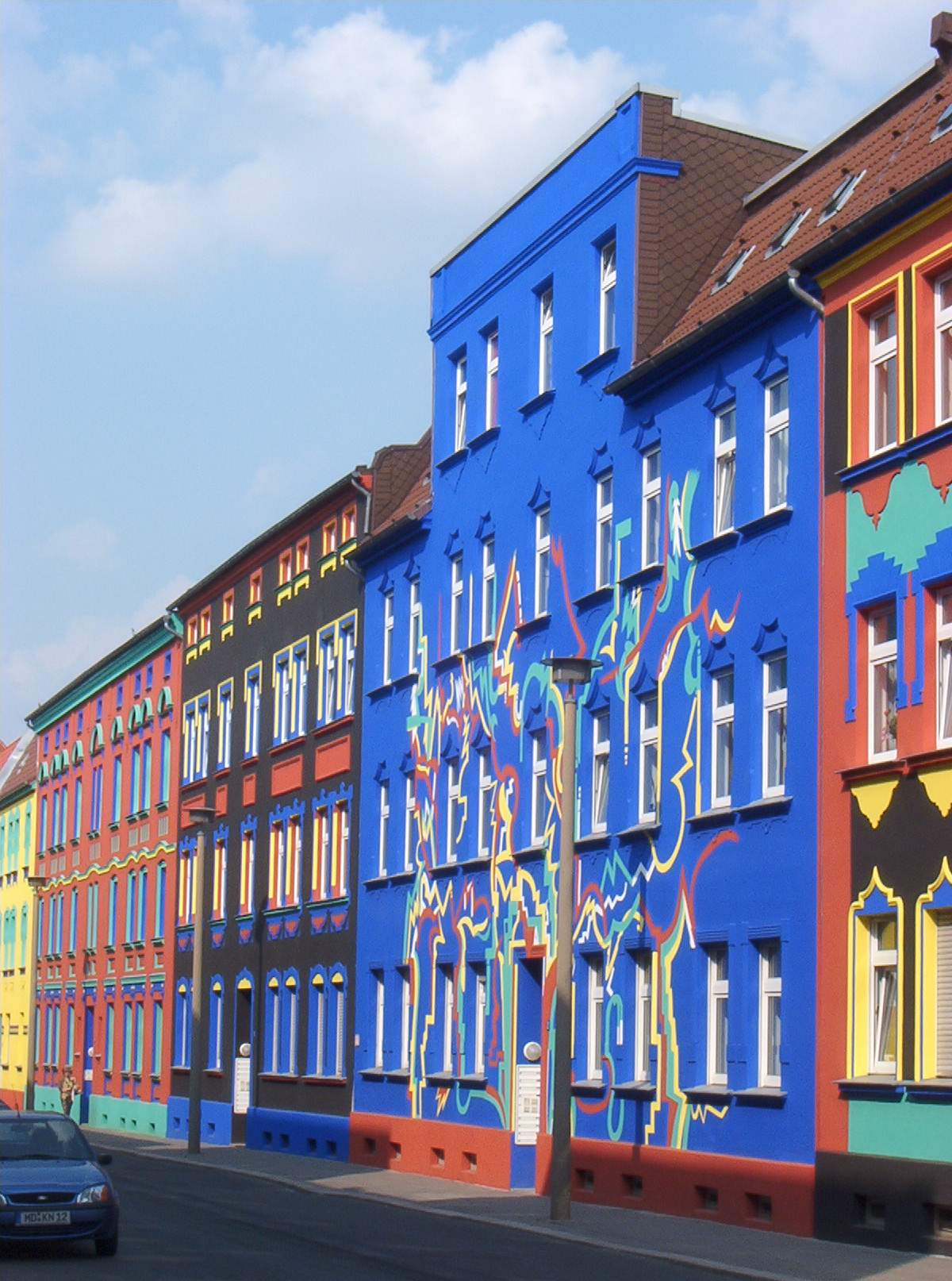
Otto-Richter-Straße in Magdeburg mit der nach Plänen von Carl Krayl erfolgten farblichen Gestaltung

1904 wurde in der Westerhüser Straße auf seine Initiative hin mit dem Bau der ersten Magdeburger Genossenschaftssiedlung begonnen. Diese 1927 ihm zu Ehren in Otto-Richter-Straße umbenannte Straße gilt als Vorläufer des Reformwohnungsbaus. 1920/1921 wurde der Straßenzug von Carl Krayl ungewöhnlich farbig, als Auflehnung gegen den bisherigen Wohnungsbau, gestaltet. Magdeburg galt zum damaligen Zeitpunkt unter dem Stadtbaurat Bruno Taut als Stadt des neuen Bauwillens. Bei der Sanierung 1998/1999 wurde in einem Teilbereich diese ursprüngliche Farbgebung wieder aufgenommen.
Weitere drei Siedlungsprojekte der Genossenschaft wurden unter der Leitung von Richter verwirklicht.
1914 übernahm Richter den Vorstandsvorsitz im Neustädter Konsumverein von 1864.
Seit 1919 gehörte Richter für die SPD der Stadtverordnetenversammlung Magdeburgs an, seit 1923 als unbesoldetes Mitglied des Magistrats. Hier war er vor allem mit Bauangelegenheiten befasst. Er unterstützte die auf soziales Bauen ausgerichtete Baupolitik des Oberbürgermeisters Hermann Beims.
Von 1922 an war er Geschäftsführer der Bauhüttenbetriebsverbandes Sachsen-Anhalt GmbH. Ab 1924 übernahm er die Geschäftsleitung der Bauhütte Magdeburg GmbH.